# Julien Vermote
Julien Vermote (Courtrai, provincia de Flandes Occidental, 26 de julio de 1989) es un ciclista profesional belga que compite con el equipo Team Visma | Lease a Bike.
Antes de ser profesional fue un destacado amateur, con varios campeonatos nacionales en su haber. En 2011 debutó con el equipo QuickStep, equipo en el que permaneció hasta 2017.

## Palmarés
2012
- Tres Días de Flandes Occidental

2013
- 3.º en el Campeonato de Bélgica Contrarreloj

2014
- 1 etapa de la Vuelta a Gran Bretaña

2016
- 1 etapa de la Vuelta a Gran Bretaña

## Resultados en Grandes Vueltas y Campeonatos del Mundo
| Carrera         | Carrera         | 2011 | 2012 | 2013  | 2014 | 2015  | 2016  | 2017  | 2018 | 2019 | 2020 | 2021 | 2022 | 2023 | 2024 |
| --------------- | --------------- | ---- | ---- | ----- | ---- | ----- | ----- | ----- | ---- | ---- | ---- | ---- | ---- | ---- | ---- |
|                 | Giro de Italia  | —    | 89.º | 132.º | 88.º | —     | —     | —     | —    | —    | —    | —    | —    | —    | —    |
|                 | Tour de Francia | —    | —    | —     | —    | 116.º | 114.º | 139.º | 75.º | —    | —    | —    | —    | —    | —    |
|                 | Vuelta a España | —    | —    | —     | —    | —     | —     | —     | —    | —    | —    | —    | —    | —    | —    |
| Mundial en Ruta | Mundial en Ruta | —    | —    | —     | —    | —     | —     | Ab.   | —    | —    | —    | —    | —    | —    | —    |

—: no participa

Ab.: abandono

## Equipos
- QuickStep (2011-2017)
  - QuickStep Cycling Team (2011)
  - Omega Pharma-QuickStep (2012)
  - Omega Pharma-Quick Step Cycling Team (2013-2014)
  - Etixx-Quick Step (2015-2016)
  - Quick-Step Floors (2017)
- Dimension Data (2018-2019)
- Cofidis[2] (2020)
- Alpecin (2021[1] -2022)
  - Alpecin-Fenix (2021[1]-2022)[3]
  - Alpecin-Deceuninck (2022)[4]
- Team Visma | Lease a Bike (2024-)